# Małgorzata Różycka
Małgorzata Katarzyna Różycka, po mężu Kiermasz (ur. 27 czerwca 1962 w Krakowie) – polska pływaczka, trenerka, olimpijka z Moskwy 1980.

## Życiorys
Zawodniczka reprezentująca w latach 1970-1982 klub Jordan Kraków. Mistrzyni Polski na 200 metrów stylem motylkowym w roku 1979. Wielokrotna rekordzistka Polski zarówno na basenie 25 metrowym jak i 50 metrowym. Absolwentka warszawskiej AWF (1985). 
Brązowa medalistka uniwersjady w roku 1981 w Bukareszcie w wyścigu na 400 m stylem zmiennym.
Na igrzyskach olimpijskich w Moskwie wystartowała w wyścigu na 200 metrów stylem motylkowym odpadając w eliminacjach.

## Rekordy życiowe

### Basen 25 m
- 100 metrów stylem motylkowym - 1.04,50 uzyskany w Lublinie 13 marca 1981 roku,
- 200 metrów stylem motylkowym - 2.16,22 uzyskany w Bydgoszczy 2 marca 1980 roku

### Basen 50 m
- 100 metrów stylem klasycznym - 1.17,49 uzyskany w Tarnowie 1 sierpnia 1980 roku,
- 200 metrów stylem klasycznym - 2.42,92 uzyskany w Tarnowie 3 sierpnia 1980 roku,
- 100 metrów stylem motylkowym - 1.06,00 uzyskany we Wrocławiu 26 maja 1980 roku,
- 200 metrów stylem motylkowym - 2.16,66 uzyskany we Wrocławiu 25 maja 1980 roku,
- 400 metrów stylem zmiennym - 4.49,51 uzyskany w Tarnowie 31 lipca 1980 roku .